# Nana Akufo-Addo
Nana Akufo-Addo (Accra, 1944. március 29. – ) ghánai politikus, 2017 januárjától 2025 januárjáig, két cikluson át az ország elnöke.

## Életpályája
Befolyásos törzsi család és politikusi dinasztia sarja, a Ghána függetlenségéért küzdő és az ország alapítóatyáiként számon tartott "Big Six" tagjai közül hárman is a rokonságába tartoznak, köztük volt édesapja, Edward Akufo-Addo, 1970 és 1972 között a második ghánai köztársaság elnöke.
Nana Akufo-Addo 2001 és 2003 között Ghána legfőbb ügyésze (ill. igazságügyminisztere) volt, majd a John Kufuor vezette kormányban külügyminiszterként szolgált 2003 és 2007 között. Pozíciójáról lemondott, hogy 2008-ban induljon az Új Hazafias Párt (NPP) elnökjelöltjeként, de vereséget szenvedett John Atta Mills, a Nemzeti Demokratikus Kongresszus (NDC) jelöltjétől. A 2012-es elnökválasztáson szintén az NPP elnökjelöltje volt, de szoros küzdelemben ismét alulmaradt, ezúttal John Dramani Mahama (NDC) hivatalban lévő elnökkel szemben.
2016-ban Akufo-Addo újra indult az elnökválasztáson az NPP jelöltjeként, és ezúttal legyőzte Mahamát. 2020-ban újraválasztották.
Újraválasztását megelőzően Kelet-Ghánában szeparatista felkelés robbant ki, amelynek célja önálló állam létrehozása Nyugat-Togo néven.